# Barnard-csillag

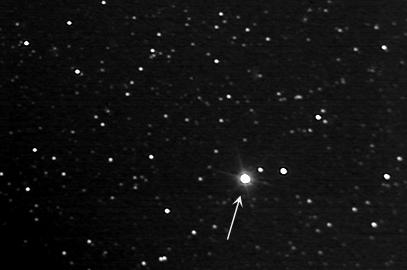
A Barnard-csillag

A Barnard-csillag (Barnard csillaga, Nyílcsillag) a Kígyótartó (Ophiuchus) csillagkép egyik csillaga, mely arról nevezetes, hogy a Földről nézve a legnagyobb ismert sajátmozgású csillag (eltekintve a Naptól).
Nagyjából 6 fényéves távolságával az ötödik legközelebbi csillag. Csak a Nap és a háromtagú Alfa Centauri rendszer csillagai vannak közelebb. Ennek ellenére olyan halvány, hogy csak távcsővel látható, mivel egy (M4 spektráltípusú) vörös törpe. Látszó fényessége 9,54 magnitúdó.
A csillagot felfedezőjéről, Edward Emerson Barnardról (1857–1923) nevezték el, aki 1916-ban úgy találta, ennek a csillagnak van az összes ismert közül a legnagyobb sajátmozgása, 10,3 ívmásodperc évente. Ez a nagy látszólagos sebesség abból adódik, hogy viszonylag közel van a Naphoz.
Valójában Barnard csillaga meglehetős gyorsan, 140 km/s sebességgel közeledik a Naphoz, és 11 700 körül mintegy 3,8 fényévnyire meg fogja közelíteni.
A csillag mintegy 10 milliárd éves, magjában aktív hidrogénfúzió zajlik.
Tömege nem éri el a Nap tömegének 17%-át. Ahogy a vörös törpék általában, szabad szemmel nem észlelhető. Ha a Nap helyére tennénk gondolatban, a telihold fényének alig százszorosával világítana az égen.
A csillag körül négy, közeli pályán keringő, a Földnél kisebb tömegű bolygót fedeztek fel, az elsőt 2024-ben, majd további hármat 2025-ben. Korábban többször jelentették bolygók felfedezését, ezek azonban tévesnek bizonyultak.